# Kimya Dawson

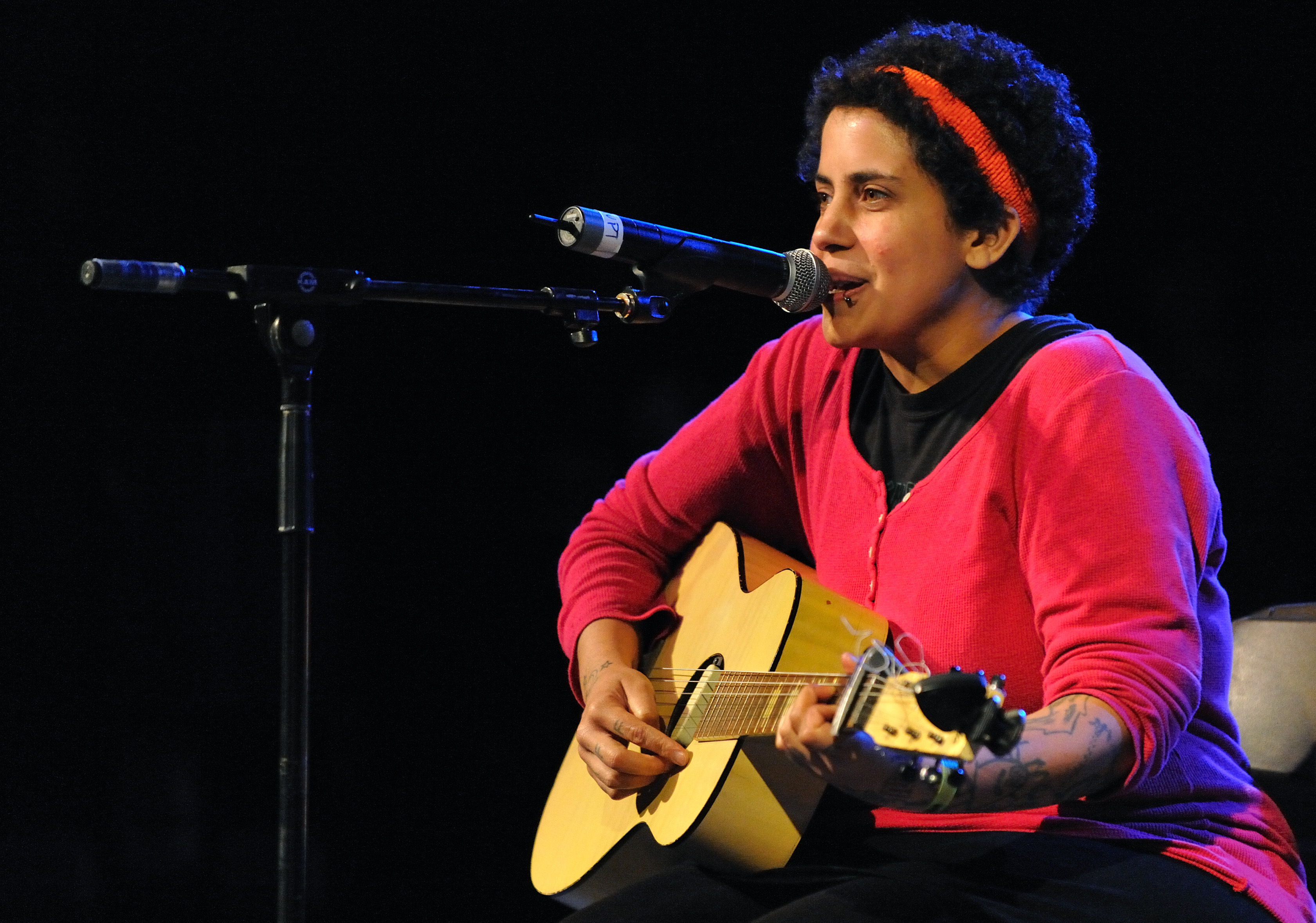
Kimya Dawson în 2010

Kimya Dawson (n. 17 noiembrie 1972, Bedford Hills⁠(d), Westchester County, New York, SUA) este o cântăreață americană de muzică folk și membră a formației The Moldy Peaches.